# إجازة الطمث
إجازة الطمث هي نوع من الإجازة حيث يمكن للمرأة أن تحصل على إجازة مدفوعة الأجر أو غير مدفوعة الأجر من عملها إذا كان لديها دورة شهرية وغير قادرة على الذهاب للعمل بسبب ذلك. تعتبر إجازة الطمث مثيرة للجدل لأنه يمكن النظر إليها على أنها نقد لكفاءة عمل المرأة أو كتمييز جنسي.

## التاريخ
منحت مدرسة للبنات في ولاية كيرا Kerala بجنوب الهند إجازة الحيض للطالبات في أوائل عام 1912م.
بدأ مفهوم إجازة الحيض في اليابان في أوائل القرن العشرين. في العشرينات، بدأت النقابات العمالية اليابانية في طلب إجازة (سيري كيوكا) لعاملاتها. وفي عام 1947، بدأ نفاذ القانون من قبل معايير العمل اليابانية التي سمحت للنساء الحائضات بأن يأخذن أجازات أثناء فترة الطمث. ثم صدر تشريع فريد من نوعه، يُعمل به حتى الآن في عدد قليل من البلدان. وتستمر المناقشة فيما إذا كان هذا ضرورة طبية أو تدبيرًا تمييزيًا.

## سياسات الشركات
أدرجت شركة نايكي إجازة الطمث في مدونة قواعد السلوك في عام 2007، ونُفذت في جميع أنحاء العالم أينما تعمل فروع الشركة. تلزم شركة نايكي الشركاء التجاريين باتباع مبادئ مدونة قولعد السلوك من خلال توقيع مذكرة تفاهم. بدأ الاتحاد الأسترالي لعمال التصنيع حملة لإجازة الطمث للموظفات في تويوتا (تويوتا). وطالب الاتحاد ب 12 يومًا مدفوعة الأجر من إجازة الطمث للمرأة في السنة.

## القوانين
وتوجد سياسات تحدد إجازة الطمث في بعض البلدان الآسيوية، على الرغم من أن الشركات الفردية في البلدان التي ليس لديها قوانين وطنية قد تختار تنفيذ هذه السياسات.

### أسيا
في إندونيسيا، يحق للمرأة، بموجب قانون العمل لعام 1948، أن تحصل على إجازة طمث بصورة شهرية لمدة يومين.
وفي اليابان، تنص المادة 68 من قانون معايير العمل على أنه «عندما تطلب المرأة التي يصعب عليها العمل أثناء فترات الحيض إجازة، لا يجوز لصاحب العمل أن يجبر هذه المرأة على العمل في أيام فترة الحيض». على الرغم من أن القانون الياباني يقضي بأن يسمح للمرأة التي تمر بمرحلة حضانة صعبة بشكل خاص بالحصول على إجازة، فإنه لا يطلب من الشركات توفير إجازة مدفوعة الأجر أو أجر إضافي للنساء اللواتي يختارن العمل أثناء الحيض.
في كوريا الجنوبية، ليس فقط الموظفات اللواتي يحق لهن الحصول على إجازة طمث وفقًا للمادة 71 من قانون معايير العمل، ولكنهن يضمنن أيضًا أجرًا إضافيًا إذا لم يأخذن إجازة الطمث التي يحق لهن الحصول عليها.
وفي تايوان، يمنح قانون المساواة بين الجنسين في العمل المرأة ثلاثة أيام من «إجازة الحيض» في السنة، ولن يتم حسابها في غضون 30 يومًا من «الإجازة المرضية المشتركة»، مما يمنح المرأة 33 يومًا من الإجازات المتعلقة بالصحة سنويًا. لا يتم احتساب نصف ما يُدفع للمرأة في تل الأيام الثلاثة الزائدة بعد تعديها فترة الثلاثين يومًا.

### أوروبا
في أوروبا، لا يوجد حاليًا بلد لديه سياسة وطنية لإجازة الدورة الشهرية.
واحدة من استراتيجيّات الدولِ الأعضاء في الاتحاد الأوروبي، وكذلك إطار السياسة الأوروبية لمنظمة الصحة العالمية، الصحة 2020، هو معالجة قضايا الصحة والسلامة التي تؤثر على النساء.
ومع ذلك، قيل أن سياسة إجازة الدورة الشهرية تصنِّف النساء الحائضات بأنّهُنَّ كالمرضى وتخلّد التحيُّز الجنسي؛ وأن مثل هذه السياسة يمكن أن تزيد من التحيز في توظيف النساء وترقيتهن.
أثار اقتراح البرلمان الإيطالي بإدخال سياسة إجازة الدورة الشهرية في عام 2017 جدلاً في أوروبا حولَ كيفية تأثير صحة الدورة الشهرية على النساء في القوى العاملة.
سيقدم مشروع القانون سياسة للشركات لتقديم إجازة مدفوعة الأجر لمدة ثلاثة أيام للنساء اللائي يعانين من تقلصات شديدة في الحيض.
ومع ذلك، لم يتم سن السياسة، على غرار روسيا في عام 2013.

### أفريقيا
في زامبيا، اعتبارًا من عام 2015، يحق للمرأة قانونيَّا قضاء يوم عطلة كل شهر بسبب سياسة إجازة الحيض، والمعروفة باسم «عيد الأم».
إذا تم حرمان الموظفة من هذه السياسة، فيمكنها مقاضاة صاحب عملها.